# Saint-Maurice-des-Lions
Saint-Maurice-des-Lions es una comuna francesa situada en el departamento de Charente, en la región de Nueva Aquitania.

## Demografía
| 1181 | 1118 | 1011 | 933 | 1017 | 932 | 895 |
| Para los censos de 1962 a 1999 la población legal corresponde a la población sin duplicidades (Fuente: INSEE [Consultar]) |      |      |     |      |     |     |